# Dzjvariklooster
Het Dzjvariklooster (Georgisch: ჯვარი, ჯვრის მონასტერი; Dzjvari; Dzjvris monasteri oftewel het Klooster van het Kruis) is een klooster in Mtscheta-Mtianeti in het oosten van Georgië. 
Het klooster ligt hoog op een klif, vanwaar men een uitzicht heeft over Mtscheta en de omliggende bergen. Het uit de 6de eeuw stammende klooster valt samen met onder meer de Svetitschoveli-kathedraal onder de werelderfgoedinschrijving uit 1994 met de titel historische monumenten van Mtscheta.

Dzjvariklooster
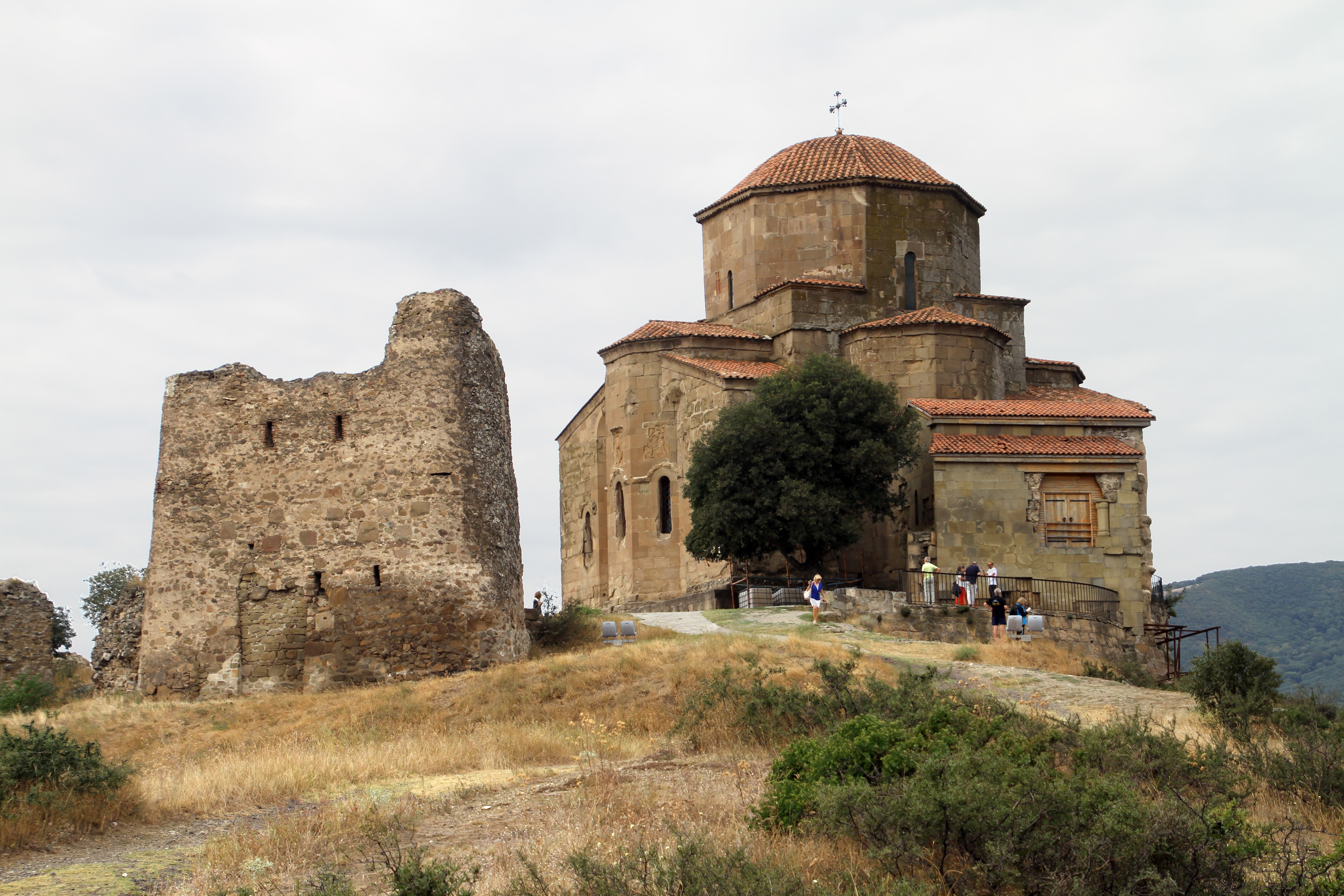
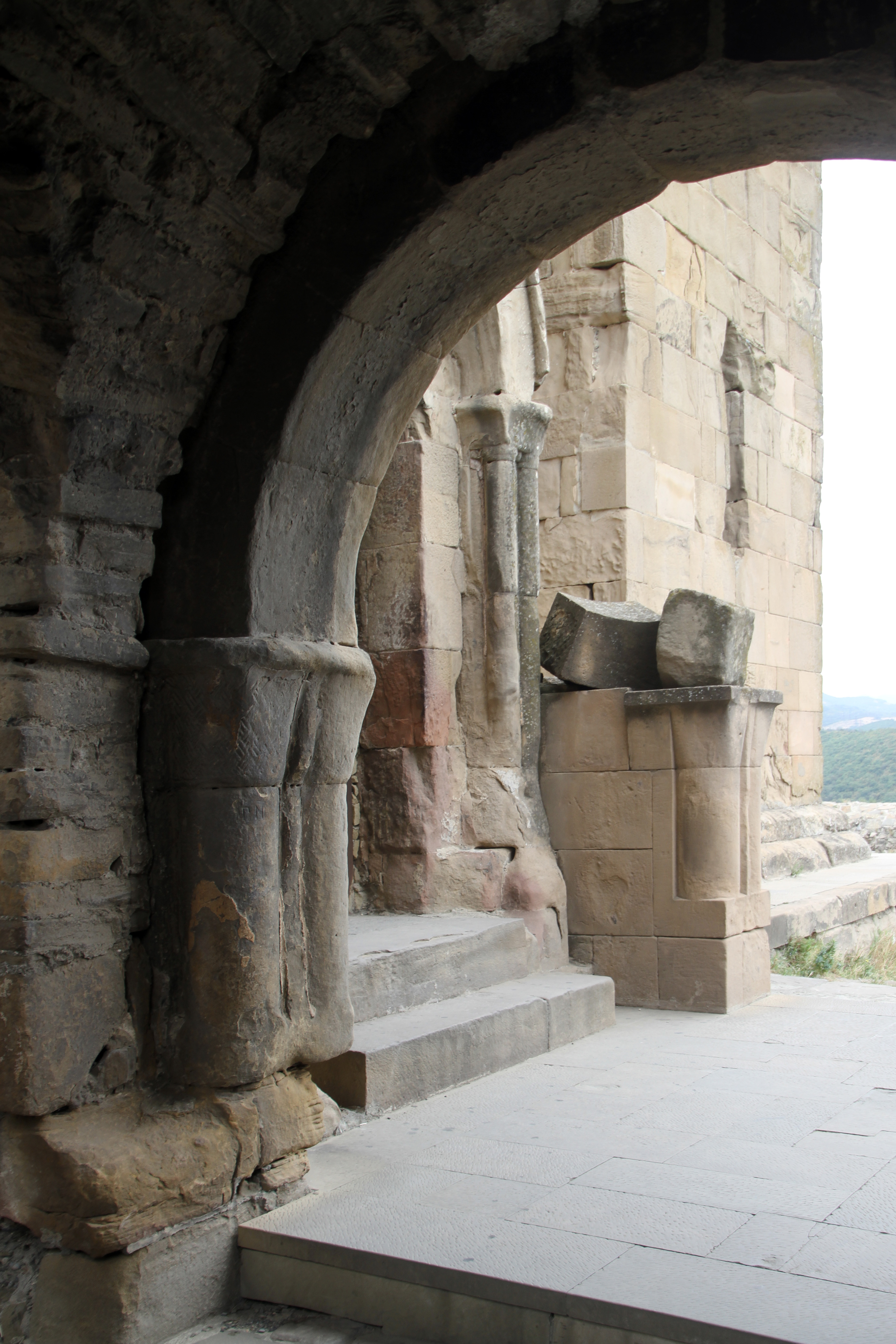
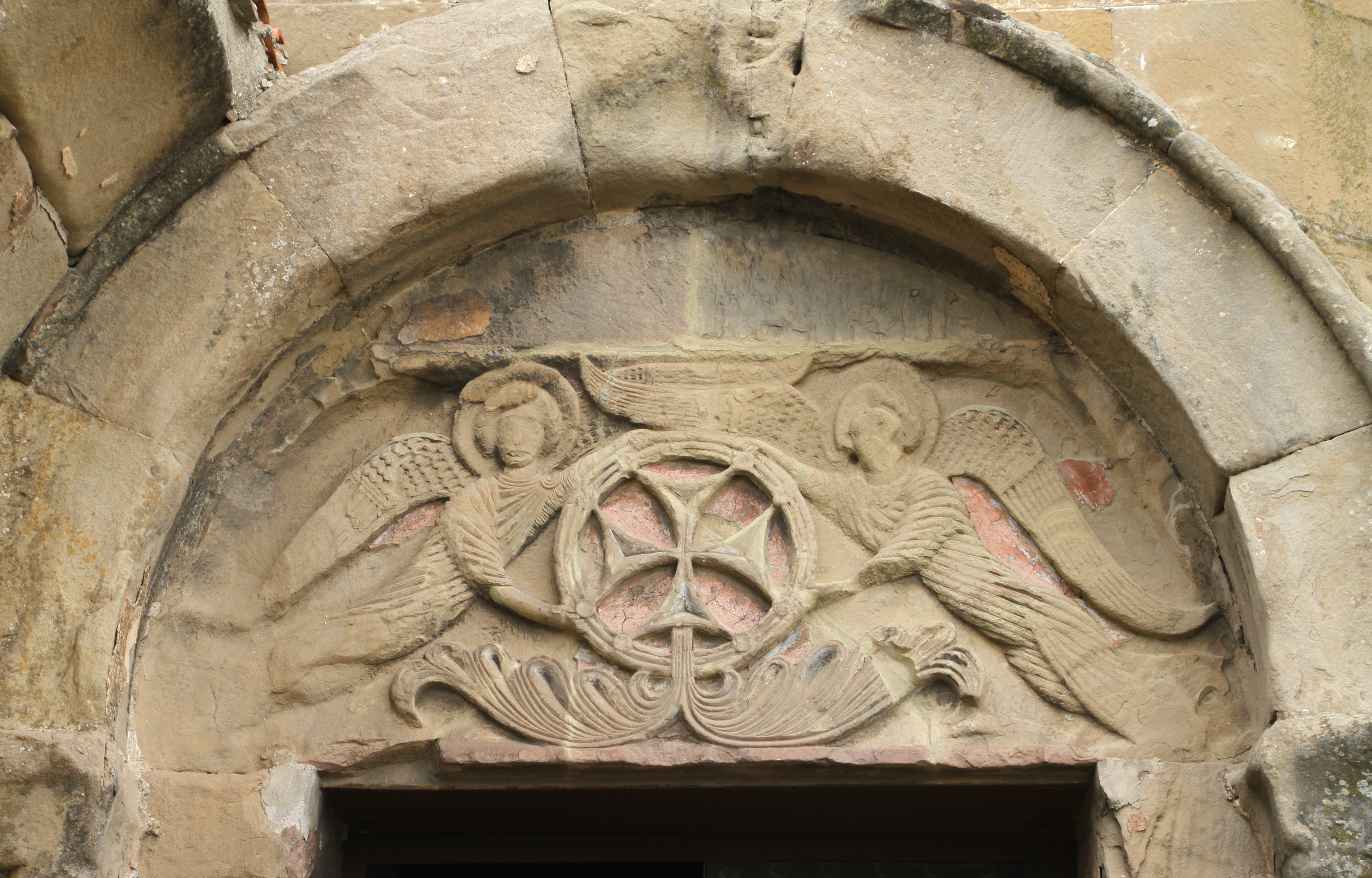
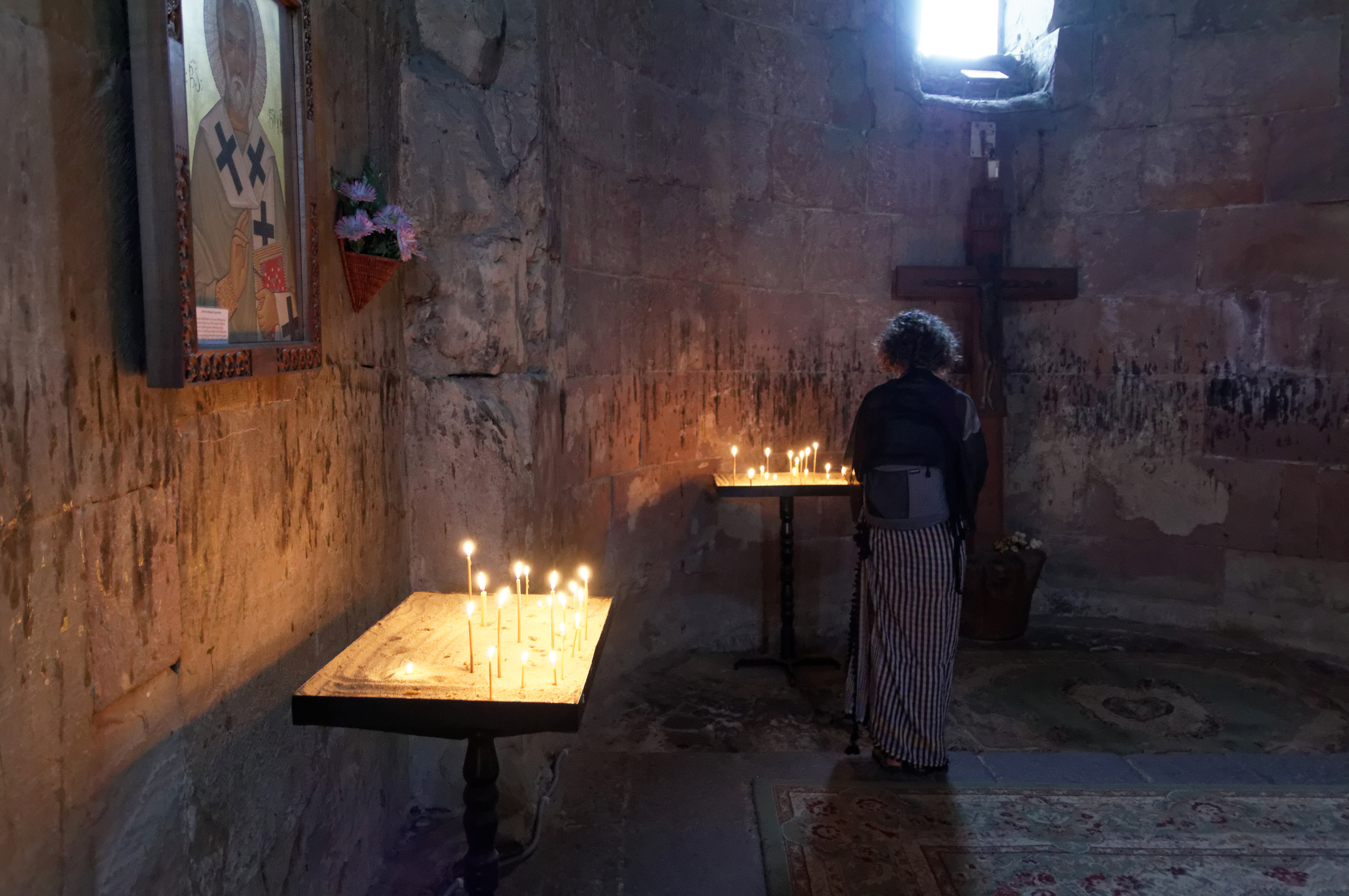
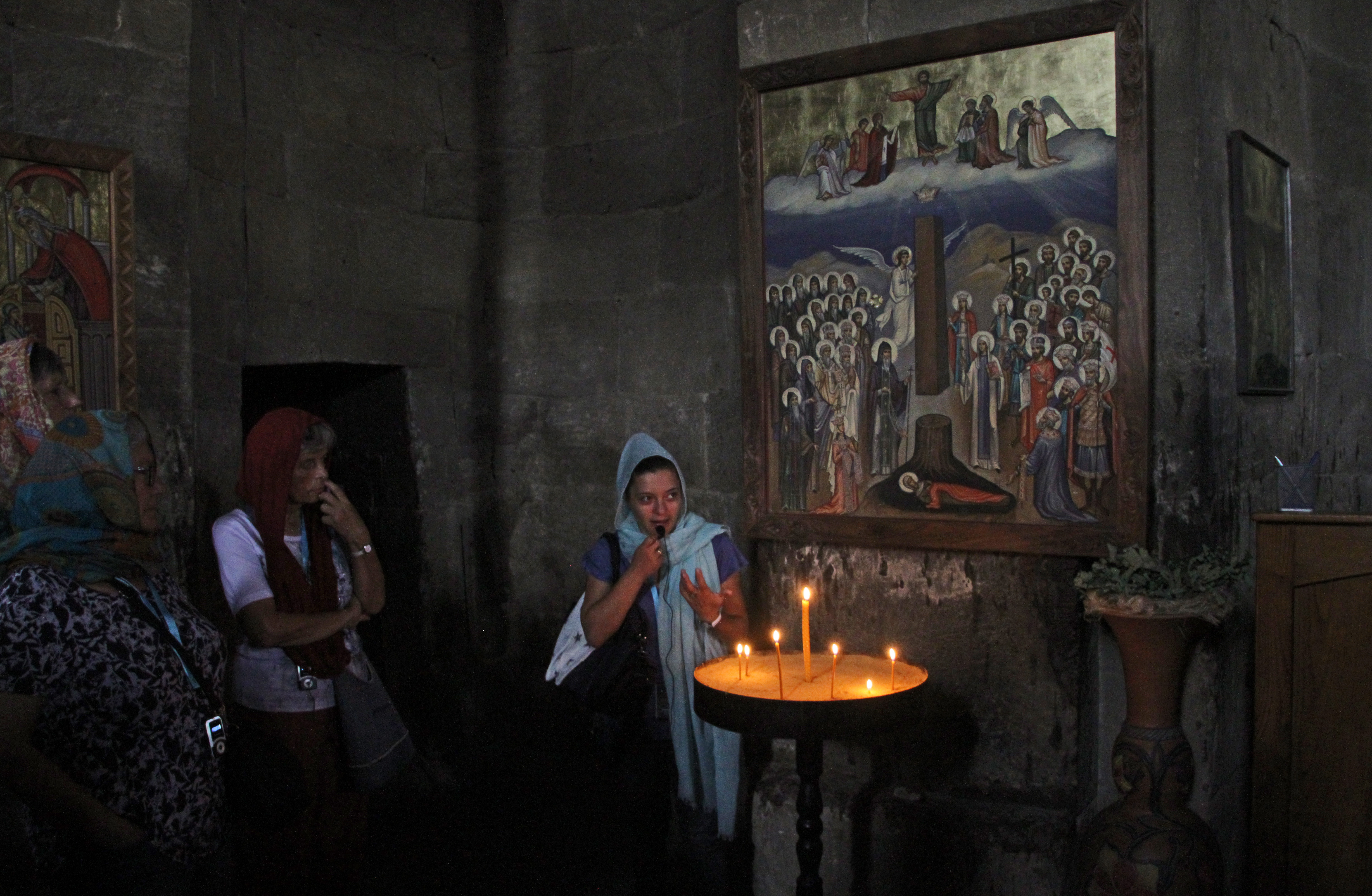
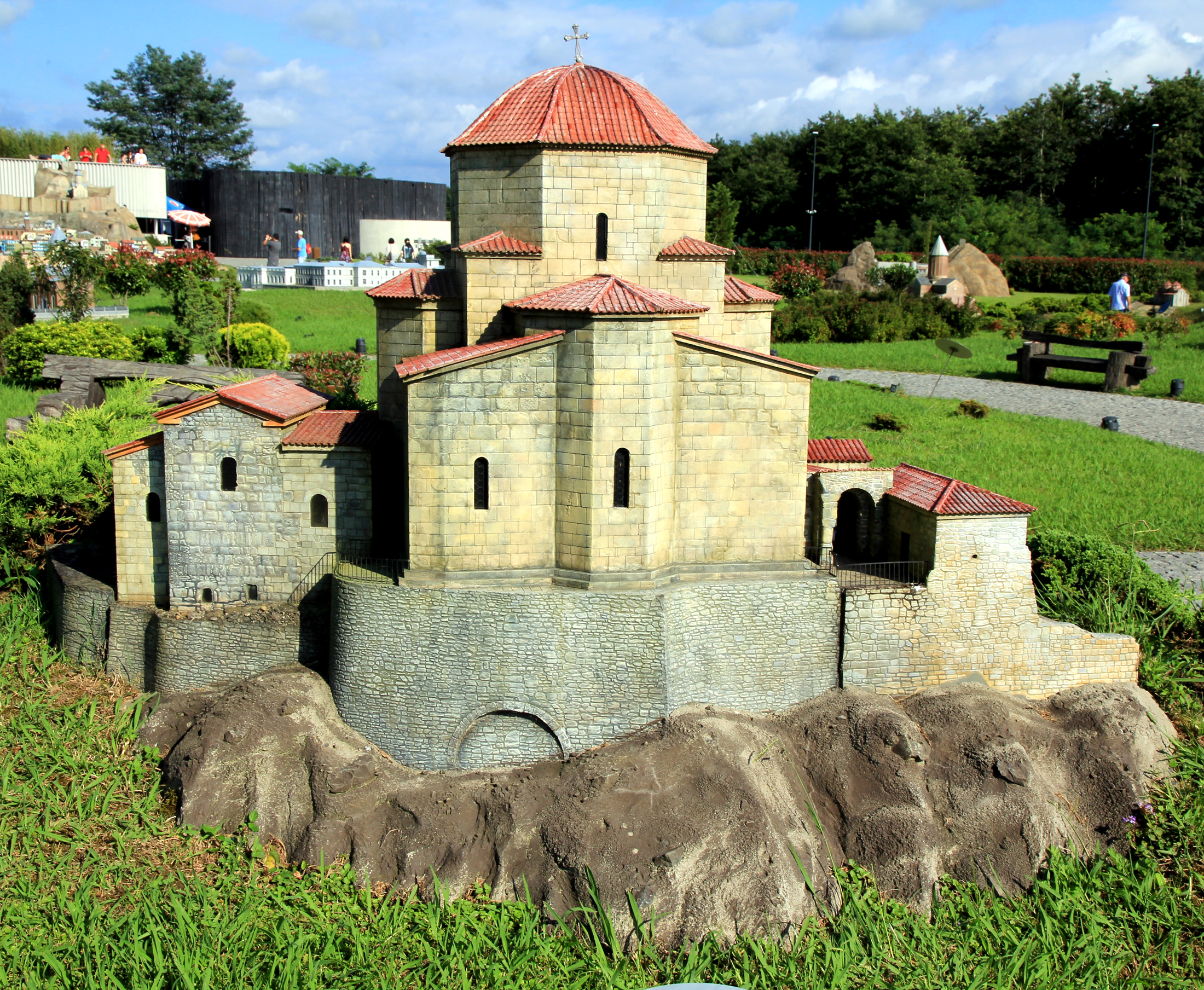